# Doug Collins (político)
Douglas Allen Collins (Gainesville, Georgia, 16 de agosto de 1966) es un abogado y político estadounidense. Miembro del Partido Republicano, es el secretario de Asuntos de los Veteranos de los Estados Unidos desde el 5 de febrero de 2025 bajo la segunda presidencia de Donald Trump.
Fue Representante de los Estados Unidos por el 9.º distrito congresional de Georgia desde 2013 hasta 2021. Antes de eso, fue miembro de la Cámara de Representantes de Georgia de 2007 a 2013. Collins también fue capellán militar en la Reserva de la Fuerza Aérea de los Estados Unidos, alcanzando el rango de coronel.
En 2020, anunció su candidatura para el Senado de los Estados Unidos, compitiendo contra la senadora titular Kelly Loeffler. Terminó en último lugar, perdiendo frente a Loeffler y al demócrata Raphael Warnock.
Tras su derrota en la campaña para el Senado, dejó la política y se convirtió en asesor legal de Donald Trump durante su pospresidencia. En noviembre de 2024, el presidente electo Trump lo nominó como Secretario de Asuntos de los Veteranos de los Estados Unidos.

## Primeros años
Collins nació en Gainesville, Georgia. Estudió en el North Georgia College & State University y posteriormente en el New Orleans Baptist Theological Seminary. Obtuvo su Juris Doctor en 2007 en la Atlanta's John Marshall Law School.
A finales de la década de 1980, Collins sirvió durante dos años en la Marina de los Estados Unidos como capellán. Después de los atentados del 11 de septiembre, se unió al Comando de Reserva de la Fuerza Aérea de los Estados Unidos como capellán, alcanzando el rango de teniente coronel. En 2008, sirvió durante cinco meses en la guerra de Irak.
De 1994 a 2005, Collins fue pastor principal en la iglesia bautista Chicopee Baptist Church. También trabajó como abogado.

## Cámara de Representantes de Georgia
Collins sirvió tres términos en la Cámara de Representantes de Georgia, representando al distrito 27 de Georgia desde 2007 hasta 2013. Nadie se postuló contra él para la reelección en 2008 y 2010.
En 2011, Collins patrocinó un plan propuesto por el gobernador de Georgia Nathan Deal para reformar el programa de becas HOPE Scholarship de Georgia. En 2012, apoyó modificar la constitución de Georgia para crear una comisión estatal que expandiera las escuelas charter.
Durante su tiempo como legislador estatal, apoyó la pena de muerte, se opuso al suicidio asistido por médicos y al aborto. También se opuso a leyes destinadas a combatir el cambio climático.

## Elección al Senado de los Estados Unidos en 2020
En enero de 2020, Collins anunció su candidatura para el Senado de los Estados Unidos. Se presentó en la elección especial celebrada en noviembre de 2020 para completar los últimos dos años del mandato del senador Johnny Isakson, quien se retiró. Compitió contra la senadora titular Kelly Loeffler. El presidente Donald Trump apoyó a Collins como reemplazo de Isakson. Varios senadores republicanos de alto rango, como Mitch McConnell, apoyaron a Loeffler en lugar de a Collins.
Collins quedó en tercer lugar en la primaria, perdiendo ante Loeffler y el pastor demócrata Raphael Warnock, quien posteriormente derrotaría a Loeffler en la elección general. Cuando Collins y Donald Trump perdieron sus respectivas elecciones en Georgia, ambos realizaron afirmaciones de fraude electoral en el estado. El secretario de Estado republicano de Georgia, Brad Raffensperger, llamó a Collins "mentiroso" por sus declaraciones.

## Secretario de Asuntos de Veteranos de los EE.UU.
El 24 de noviembre de 2024, Donald Trump anunció sus planes para nominar a Collins como el próximo Secretario de Asuntos de los Veteranos durante su segunda administración.

## Vida personal
Collins se casó con Lisa Jordan en 1988. Ella es una maestra jubilada de quinto grado. La pareja tiene tres hijos. Collins practica la fe bautista del sur (Southern Baptist Convention).